# Hippodrome d'Enghien-Soisy
Hippodrome d'Enghien-Soisy är en trav- och galoppbana som ligger två kilometer utanför Enghien-les-Bains i Frankrike. Den har en publikkapacitet på 20 000 personer, varav 3 000 personer på läktaren.

## Om banan

Anläggningens banor. Travbanan markerad i brunt och galoppbanan markerad i grönt.

Hippodrome d'Enghien-Soisy invigdes den 15 april 1879. Banan var en av de mindre banor i Paris förorter som invigdes på senare delen av 1800-talet Marnes-la-Coquette (1851), Maisons-Laffitte (1878), Saint-Ouen (1881) och Colombes (1883). 
Vid invigningen var banan väldigt enkelt uppbyggd och då endast anpassad för galopplöp, men då anläggningen köptes av Société sportive d'encouragement 1921 byggdes även en travbana på anläggningen. 1934 ritade arkitekten Jean Papet nya läktare till banan.
Hela anläggningen renoverades 1986, och installerade kraftfull belysning som möjliggjorde att köra lopp under nattetid.
På banan körs travlopp över distanserna 1 609 m autostart, 2 150 m autostart, 2 250 m och 2 850 m, vilket det sistnämnda är mest förekommande.

## Större lopp
Hippodrome d'Enghien-Soisy arrangerar ett 40-tal tävlingsdagar per år, vilket gör det till en av Frankrikes större banor, tillsammans med Vincennesbanan. 
Banans största och viktigaste lopp är Prix de l'Atlantique som körts på banan i april sedan 1971. Loppet är ett Grupp 1-lopp med 90 000 euro i förstapris, och körs över distansen 2 150 m.
Banan har även varit värd för Frankrikes största travlopp Prix d'Amérique 1945, 1946 och 1947.